# Palestino (mitologia)
Palestino (in greco antico: Παλαιστῖνος) nella mitologia greca era figlio di Poseidone e padre di Aliacmone.  Dal dolore per la morte di suo figlio, Palestino si buttò nel fiume, che da lui prese il nome: Palestino, chiamato successivamente Strimone.  